# Општина Колчаг (Прахова)
Колчаг (рум. Colceag) општина је у Румунији у округу Прахова.
Oпштина се налази на надморској висини од 99 m.